# Società Polisportiva del Littorio Alma Juventus Fano 1941-1942
Questa voce raccoglie le informazioni riguardanti la Società Polisportiva del Littorio Alma Juventus Fano nelle competizioni ufficiali della stagione 1941-1942.

## Rosa
| N. |                   | Ruolo | Calciatore          |
| -- | ----------------- | ----- | ------------------- |
|    | Italia (bandiera) | P     | Mario Barbadoro     |
|    | Italia (bandiera) | A     | Bruno Biagiotti     |
|    | Italia (bandiera) | D     | Ermete Busca        |
|    | Italia (bandiera) | C     | Raul Calabrò        |
|    | Italia (bandiera) | C     | Pietro Cecchini     |
|    | Italia (bandiera) | C     | T. Celli            |
|    | Italia (bandiera) | D     | Volturno Diotallevi |

| N. |                   | Ruolo | Calciatore        |
| -- | ----------------- | ----- | ----------------- |
|    | Italia (bandiera) | D     | Franco Franchini  |
|    | Italia (bandiera) | A     | Gilberto Macrelli |
|    | Italia (bandiera) | C     | Luigi Magni       |
|    | Italia (bandiera) | P     | Enzo Mei          |
|    | Italia (bandiera) | C     | Ferruccio Ortensi |
|    | Italia (bandiera) | A     | Antonio Quarto    |
|    | Italia (bandiera) | D     | Dante Servadio    |